# Nina Cheremisina
Nina Cheremisina –en ruso, Нина Черемисина– (14 de diciembre de 1946) es una deportista soviética que compitió en remo como timonel.
Participó en los Juegos Olímpicos de Moscú 1980, obteniendo dos medallas, plata en cuatro scull con timonel y bronce en cuatro con timonel. Ganó cuatro medallas en el Campeonato Mundial de Remo entre los años 1979 y 1983.

## Palmarés internacional
| Juegos Olímpicos   | Juegos Olímpicos  | Juegos Olímpicos  | Juegos Olímpicos         |
| Año                | Lugar             | Medalla           | Prueba                   |
| ------------------ | ----------------- | ----------------- | ------------------------ |
| 1980               | Moscú (URSS)      | Medalla de plata  | Cuatro scull con timonel |
| 1980               | Moscú (URSS)      | Medalla de bronce | Cuatro con timonel       |
| Campeonato Mundial |                   |                   |                          |
| Año                | Lugar             | Medalla           | Prueba                   |
| 1979               | Bled (Yugoslavia) | Medalla de oro    | Cuatro con timonel       |
| 1981               | Múnich (RFA)      | Medalla de oro    | Cuatro con timonel       |
| 1982               | Lucerna (Suiza)   | Medalla de oro    | Cuatro con timonel       |
| 1983               | Duisburgo (RFA)   | Medalla de bronce | Cuatro con timonel       |